# Lunjiao
Lunjiao (kinesiska: 伦教) är ett stadsdelsdistrikt (jiedao) i sydöstra Kina. Det ligger i stadsdistriktet Shunde i staden Foshan i provinsen Guangdong, omkring 29 kilometer söder om provinshuvudstaden Guangzhou. Antalet invånare är 184 479. Befolkningen består av 86 100 kvinnor och 98 379 män. Barn under 15 år utgör 13,0 %, vuxna 15-64 år 82 %, och äldre över 65 år 4,0 %.